# Fiat SPA Dovunque 35
Az SPA Dovunque 35 egy jó terepjáró képességű teherautó volt, amelyet az olasz királyi hadsereg használt a második világháború alatt.

## Története
1935-ben a Fiat SPA Dovunque 33 volt az olasz hadsereg általánosan használt teherautója, amely teljesen elavulttá vált. A sorozatos technikai nehézségek arra sarkalták a olaszokat, hogy egy új teherautót fejlesszenek ki. A prototípust 1935 szeptemberében adták át a királyi hadseregnek csapatpróbára. A sikeres tesztek után 1936-ban elkezdték a sorozatgyártását SPA Dovunque (mindenhová eljutó) 35 néven. A tűzkeresztségen a Spanyol polgárháborúban esett át ahol kiválóan teljesített. A második világháború kitörésekor már széles körben használták, elsősorban a könnyű tüzérség használta Cannone da 75/32 Modello 1937 vagy Cannone da 47/32 Modello 1935 ágyúk vontatására, de épült belőle számos más speciális változat is mint például SPA Dovunque 35 Protetto páncélgépkocsi. A teherautó megfelelő terepjáró képességgel rendelkezett, és egyike volt a Fiat és a többi olasz cég által gyártott számtalan gépjárműnek, amelyeket, különösen Észak-Afrikában az Afrikakorps széles körben használta. Az a tény, hogy a legtöbb olasz teherautót „be kellett kurblizni", elterelte a figyelmet jó teljesítményükről. A németek nagy számban zsákmányolt olasz teherautóikat az összes hadszíntéren használták, és a brit csapatok is sokra tartották a birtokukba került olasz teherautókat, mert ezek nem függtek a sivatagi körülmények között gyakran eltömődő karburátortól. Az olasz fegyverletétel után a gyártása folytatódott a németek ellenőrzése alatt. További 307 példány készült a Wehrmacht számára. A termelést a háború után is folytatták egészen 1948-ig.

## Technika
Az alváz és a test alapvetően az Fiat SPA 33 teherautóból származik. A fejlesztések elsősorban a motort érintették, az eredeti 46 lóerős motort lecserélték egy 4 hengeres 4053 cm³-es , 55 lóerős benzinmotorra, amellyel a jármű végsebessége 60 km/h-ra növekedett. A féket egy hidraulikus pedál működtette, amely mind a hat kereket fékezte. Az üres súlya 4530 kg volt és 2500 kg hasznos terhet szállíthatott.

## Verziók
- Alap kivitel: 2500 kg-os terhet vagy 25 felszerelt katonát szállíthatott, platós kivitelű.
- Royal Air Force verzió: zárt kabinnal.
- Gépágyús kivitel: amely egy telepített Breda 20/65 Modello 1935 típusú 20 mm-es légvédelmi gépágyúval volt felszerelve. Konvojok védelmére és csapatlégvédelemre használták.
- Rádióközpont kivitel: zárt fülkével és Magneti Marelli RF2 CA és R6 rádiókkal felszerelve.
- Fotólabor kivitel: Híradós alakulatok használták.
- Páncélozott kivitel: 1941-1944-között tervezett és gyártott változat.

## Érdekességek
A 2001-ben készült Corelli Kapitány Mandolinja című filmben feltűnnek ezek a teherautók.

## Külső hivatkozások
- FIAT/SPA Dovunque olasz szállítójármű